# نادي أوديشا
نادي أوديشا لكرة القدم (بالإنجليزية: Odisha Football Club)‏ كان يعرف سابقًا باسم دلهي دايناموز، هو نادي كرة قدم في دوري السوبر الهندي مقره في بوبانسوار بولاية أوديشا، وهو واحد من أكبر الأندية في دوري السوبر الهندي. تأسس النادي في 17 تموز / يوليو 2014.

## التاريخ
الفريق مملوك من قبل شركة دين للشبكات. والفريق يلعب مباريات الإياب في ملعب جواهر لال نهرو. في أول موسم للفريق الذي يدربه لاعب كرة القدم السابق البلجيكي هارم فان فيلدهوفن.
أول مباراة في تاريخ النادي الذي لعب في 14 أكتوبر 2014 ضد نادي بيون سيتي وانتهت 0-0. في تشرين الأول / 19 أكتوبر 2014, بافل إلياس أصبح أول صاحب للنادي بتسجيله ضد أتلتيكو دي كولكاتا في الدقيقة 74 والمباراة انتهت بالتعادل 1-1.

## تنظيم النادي

### أبرز اللاعبين الذين مروا على النادي
- أليساندرو دل بييرو
- روبرتو كارلوس
- فلوران مالودا
- توني دوبلاس
- روي كريشنا

ويبين الجدول التالي قائمة عمداء دلهي ديناموس منذ عام 2014.
| رتبة | اسم                | الفترة |
| ---- | ------------------ | ------ |
| 1    | أليساندرو دل بييرو | 2014   |

### المدربين
| رتبة | اسم                  | الفترة |
| ---- | -------------------- | ------ |
| 1    | هارم فان فيلدهوفن    | 2014   |
| 2    | روبرتو كارلوس        | 2015   |
| 3    | جانلوكا زامبروتا     | 2016   |
| 4    | ميغيل أنخيل البرتغال | 2017-  |

### وصلات خارجية
- (بالإنجليزية) الموقع الرسمي على indiansuperleague.com